# Die Illusion fährt mit der Straßenbahn
Die Illusion fährt mit der Straßenbahn (Originaltitel: La ilusión viaja en tranvía) ist ein mexikanischer Film von Luis Buñuel aus dem Jahre 1953.

## Handlung
Als die beiden Straßenbahnangestellten Caireles und Tarrajas erfahren, dass der von ihnen reparierte Straßenbahnwagen 133 verschrottet werden soll, betrinken sie sich und beschließen im Laufe der Nacht, die Bahn einfach zu entführen. Zunächst bringen sie einige ihrer Kollegen nach Hause und anschließend befördern sie Mitarbeiter des Schlachthofs von Mexiko-Stadt. Nachdem diese Fahrgäste wieder ausgestiegen sind, fahren sie die Bahn auf ein stillgelegtes Gleis, wo sie ihren Rausch ausschlafen. Als sie am Vormittag aufwachen, wird ihnen bewusst, welchen Blödsinn sie gemacht haben und sie beschließen, die Bahn sofort ins Depot zurückzubringen, doch eine andere Bahn versperrt ihnen den Weg. Währenddessen informiert der Nachtwächter des Depots Lupita, die Schwester von Tarrajas, über den Diebstahl. Sie bittet ihn, den Diebstahl nicht zu melden und verspricht, die Angelegenheit in Ordnung zu bringen. Lupita kann die Bahn finden, aber auch zu Dritt gelingt es ihnen nicht, die Bahn unbemerkt zurückzubringen und so irren sie weiterhin durch die große Stadt. Schließlich steigt zu allem Überfluss auch noch Papá Pinillos zu, ein inzwischen pensionierter und ehemals höherer Beamter der Verkehrsbetriebe. Er durchschaut den Schwindel und meldet den Diebstahl bei den Verkehrsbetrieben, wo man ihm keinen Glauben schenkt. Nachdem er Pinillos stundenlang in seinem Vorzimmer warten ließ, geht der Chef Don Manuel schließlich doch mit Pinillos ins Depot, um nach der Bahn 133 zu sehen. Diese steht an ihrem Platz und Don Manuel erklärt Pinillos: „Es ist einfach unmöglich, eine Bahn zu stehlen und damit herumzufahren.“ Am Ende des Films finden auch Caireles und Lupita zusammen, die sich küssen und Arm in Arm davon schlendern.

## Vergleichbares Thema
Das Thema eines nächtlichen Diebstahles einer Straßenbahn wird auch im italienischen Film Hanno rubato un tram von Aldo Fabrizi behandelt. 

## Kritik
„Eines der heimlichen Hauptwerke des mexikanischen Kinos – berückende Traumerfüllung, ganz leicht und alltäglich, als wäre nichts. Die lose Episodenstruktur nimmt den späten Buñuel vorweg und verbindet sich auf halbem Weg mit einem Dokumentarfilm über Mexico City, einer Sozialsatire und einem Volksstück mit sarkastischer Note.“
„Von einem surrealistischen „Kunststückchen“ aus Buñuels Jugend inspiriert, lädt dieser wunderbare Film den Zuschauer auf eine Rundfahrt durch Mexiko-Stadt ein, wie sie kein Tourist zu sehen bekommt. Entlang des Weges sucht Buñuel einige der Gründe für die Wirtschaftskrise, die mit der Modernisierung des Staates einherging, sinnfällig werden zu lassen: Inflation, Hamsterkäufe, Wucher und die Angst vor dem Verlust des Arbeitsplatzes.“